# Jane Winton
Jane Winton (ur. 10 października 1905 w Filadelfii, zm. 22 września 1959 w Nowym Jorku) – amerykańska aktorka filmów niemych, tancerka i śpiewaczka operowa.

## Filmografia
- 1926: Don Juan
- 1927: Wschód słońca
- 1930: Aniołowie piekieł